# Кристы
Кри́сты (ед. ч. кри́ста) — это складки внутренней мембраны митохондрий. Название происходит от лат. crista, что значит гребень или плюмаж. Они придают внутренней мембране характерную измятую форму, что обеспечивает значительное увеличение поверхности для протекания биохимических реакций. Это увеличивает эффективность клеточного дыхания, поскольку внутренняя мембрана митохондрий усыпана белками, такими как АТФ-синтаза и рядом дыхательных ферментов, осуществляющих окислительное фосфорилирование. У разных эукариотов кристы различаются по форме. Выделяют пластинчатые, трубчатые или дисковидные кристы.
После того, как была открыта вторая мембрана митохондрий, пионеры ульраструктурных исследований предложили разные модели, объясняющие как устроена внутренняя мембрана. Основными были три следующие модели:
- Модель перегородок — Согласно Паладе, митохондриальная мембрана изгибается с образованием перегородок, между которыми есть широкие промежутки. Эта модель упоминается в большинстве современных учебников и в течение долгого времени считалась канонической.
- Модель септ — Шёстранд предположил, что складки внутренней мембраны натянуты подобно септам, разделяющим матрикс на несколько обособленных компартментов[2].
- Модель соединений — Даем и Виссе предположили, что кристы связаны с внутренней мембраной при помощи трубчатых структур с очень малым диаметром. Они назвали эти структуры фибриллами крист. Относительно недавно эти структуры были переоткрыты с использованием электронной томографии. На данный момент эта модель является общепринятой[3].

## Функции

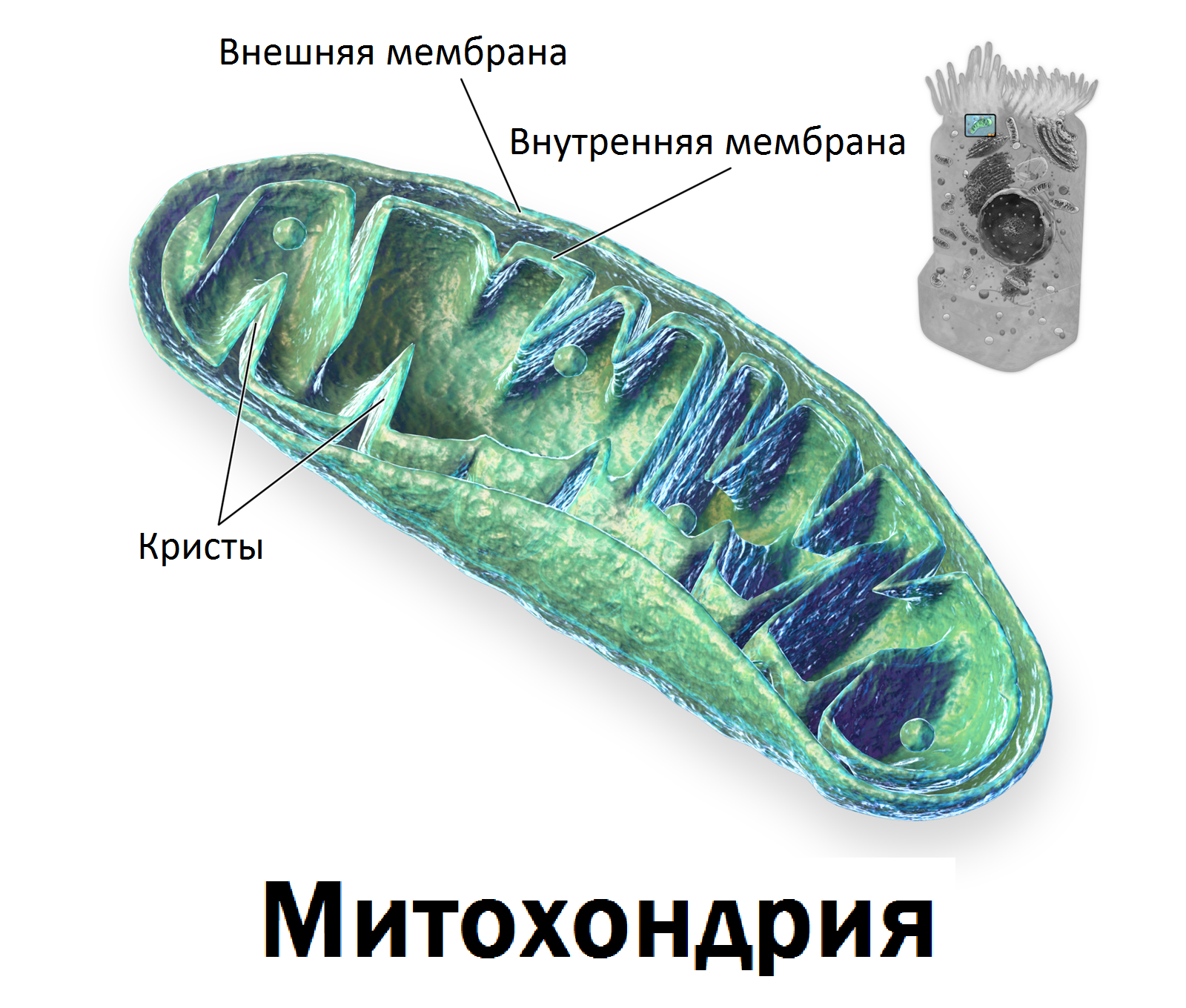
Кристы митохондрий.

Кристы значительно увеличивают поверхность внутренней мембраны, что позволяет расположить на ней гораздо большее количество дыхательных ферментов, белков транспортёров и АТФ-синтаз, а значит существенно увеличить эффективность клеточного дыхания и скорость синтеза АТФ.
Митохондрии являются источником ультраслабой хемилюминисценции активных форм кислорода, которые постоянно образуются в процессе окислительного фосфорилирования. Математическое моделирование даёт основание полагать, что оптические свойства крист разветвлённых митохондрий может влиять на генерацию и распространение света в ткани.